# Karel Hoffmann (houslista)
Karel Hoffmann, křtěný Karel Josef (12. prosince 1872 Smíchov – 30. března 1936 Praha-Podolí), byl český houslový virtuos a hudební pedagog.

## Život
Narodil se na Smíchově v chudé rodině tkalce Karla Hoffmanna a jeho ženy Veroniky, roz. Dlabačové. Karel byl posledním z devíti dětí, matka mu však zemřela, sotva dosáhl čtyř let. Zprvu rodina bydlela v chudém nádvorním bytě, nedaleko smíchovského Anděla v domě zvaném „U Škrýbů“ a později se přestěhovali do dělnických domků na Mrázovce u Bertramky. V rodině byla hudba považována za prostředek ke snadnějšímu výdělku, a tak byly i malému Karlovi zakoupeny housle a začal se učit hrát u Antonína Kohoutka, který byl členem „Kroupovy kapely“. Chlapec dělal veliké pokroky a brzy se svým učitelem hrál údajně i v žižkovské restauraci „Na Bezovce“. Obecnou školu navštěvoval na Smíchově a následně v roce 1882 pokračoval ve studiu na německé měšťance v Praze.
V létě roku 1885 absolvoval zkoušku na pražskou konzervatoř, kde studoval v letech 1885–1892 housle, zprvu u Antonína Benewitze a následně od května roku 1888 komorní hru u Hanuše Wihana. V pátém ročníku se stal koncertním mistrem školního orchestru a v sedmém roce svého studia, se již vedle sólové hry intenzivně věnoval kvartetní hře spolu se svými spolužáky: Josefem Sukem (druhé housle), Oskarem Nedbalem (viola) a Otto Bergerem (violoncello). Na přelomu roku 1891–1892 konzervatoř absolvoval, na radu příznivců kvarteto neopustil a pro vystoupení 13. listopadu 1892 v Rychnově nad Kněžnou se pojmenovali České kvarteto. Od roku 1898 začal Hoffmann samostatně koncertně vystupovat v Praze, ale i dalších evropských městech, např. Amsterdamu, Utrechtu a Haagu.
V roce 1899 se oženil s Marií, dcerou básníka a spisovatele Otokara Mokrého z Vodňan. Za svědky jim byli Julius Zeyer a Hanuš Wihan. V roce 1901 se manželům narodila jediná dcera Dagmar. Hoffmann byl bohužel značně zaneprázdněn svojí prací, studiem kvartetního i vlastního repertoáru a jeho soukromý život nebyl příliš harmonický. Manželská krize vyvrcholila milostným vztahem jeho ženy s Oskarem Nedbalem a jejich společným odjezdem do ciziny roku 1906. Zůstal sám s dcerou, která mu později jako provdaná Dagmar Šetlíková, vlastní rodinou nahradila to, co sám ztratil. Válečná léta omezila Hoffmannovy umělecké aktivity i koncertní možnosti kvarteta. Nový, velký rozmach, zejména zahraničních vystoupení jemu samému a kvartetu opět umožnil až konec války. V roce 1922 byl jmenován profesorem houslové hry na mistrovské škole pražské konzervatoře a ve školním roce 1926–1927 byl i jejím rektorem. Vychoval řadu významných houslistů, například Stanislava Nováka, Františka Daniela, Kitty Červenkovou a mnoho dalších. Karel Hoffmann se však vlastních uměleckých plánů nevzdával a věnoval se studiu a provedení obtížných koncertů J. B. Foerstera, Paula Hindemitha a dalších.
Když se v roce 1933 vzdal Josef Suk své výkonné umělecké činnosti a Jiří Herold zemřel, založil K. Hoffmann v roce 1934 nový komorní soubor, České trio s Ladislavem Zelenkou (violoncello) a Janem Heřmanem (klavír). Existence tria však trvala již jen necelé dva roky, jelikož roku 1936 Karel Hoffmann nepřežil druhou operaci rakoviny. Jeho posledním bydlištěm byla Praha XV – Podolí, Lopatecká ulice čp. 204. Pohřben byl na Vyšehradském hřbitově do hrobky Slavín.
Karel Hoffmann byl nositelem státní ceny za rok 1927 a 1932, obdržel též několik zahraničních vyznamenání.

### Citace

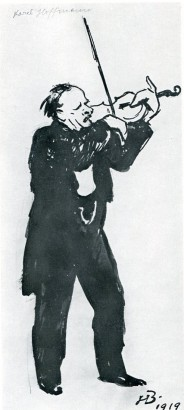
Karikatura houslisty Karla Hoffmanna, nakreslil Hugo Boettinger (1919)

Josef Suk svému celoživotnímu příteli napsal k šedesátinám:
„V mých vzpomínkách nevystupuješ jen jako náš primarius. Jsem Ti zavázán za nesmírně mnoho i jako člověku. Tvůj hluboký cit je ovládán pevnou vůlí a dovedeš za všech okolností zachovat klid. Jen Tvoji nejlepší přátelé vědí, jak vřelé srdce bije pod tím klidným zevnějškem. A k Tobě, klidnému, jsem se utíkával v těžkých chvílích života já, neklidný. Za ty chvíle úlevy budiž požehnáno Tvé velké srdce přítele.“

## Galerie

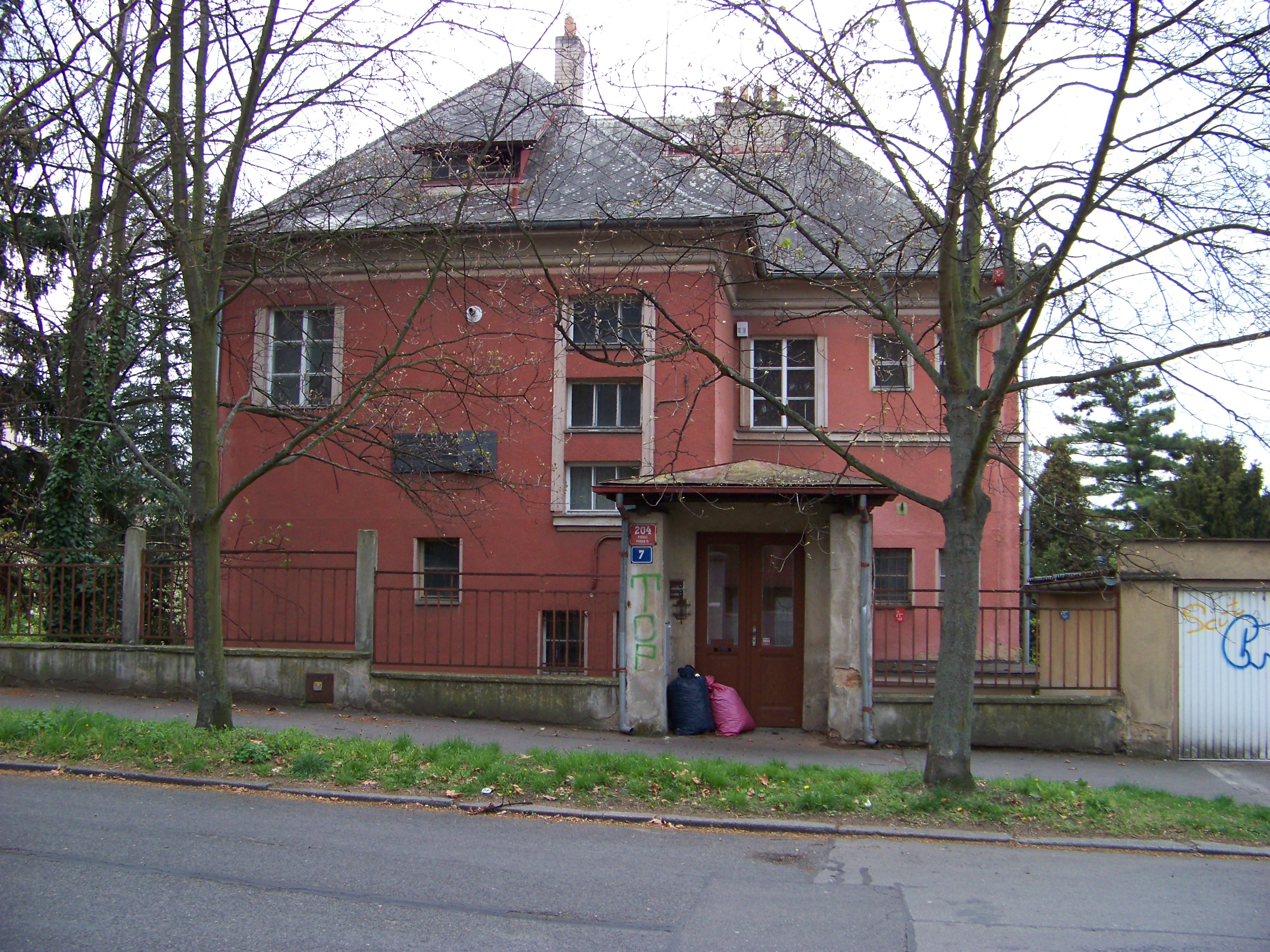
Vila Karla Hoffmanna, Praha 4-Podolí, Lopatecká 204/7 od architekta Eduarda Hniličky.